# Henry Redford (maire de Bordeaux)
Pour les articles homonymes, voir Henry Redford.
Henry Redford ou Retford est un noble anglais, maire de Bordeaux en 1452.

## Biographie
Henry est le fils de Henry Retford, chevalier, soutien de Richard II puis de Henri IV d'Angleterre, parlementaire en 1402 et 1404 et mort en 1409. Sa mère est Katherine, veuve de sir Ralph Paynell de Caythorpe et de Carlton Paynell, épousée en 1385.
Il occupe les fonctions de sheriff du Lincolnshire en 1427. 
Il est nommé maire de Bordeaux, pendant une courte période où les Anglo-gascons en reprennent le contrôle, après la reddition de la ville d'octobre 1452. Il succède ainsi à ce poste à Jean Bureau, qui reprend sa charge peu après.
Il combat ensuite pour la maison d'York durant la guerre des Deux-Roses et est condamné pour trahison en 1459 peu après la défaite de Ludlow.